# Otto Bastiansen
Otto Christian Astrup Bastiansen, född 5 september 1918 i Balsfjord, Norge, död 2 oktober 1995, var en norsk fysikalisk kemist.
Bastiansen blev 1955 professor i teoretisk kemi vid Norges tekniske høgskole i Trondheim och blev 1961 professor i samma ämne vid Universitetet i Oslo. 1964 blev han istället professor i fysikalisk kemi vid samma lärosäte, där han också var rektor 1973–1976.
Bastiansen invaldes 1955 som ledamot av Det Norske Videnskaps-Akademi och blev 1967 ledamot av Norges Tekniske Vitenskapsakademi. Han invaldes 1967 som utländsk ledamot av Det Kongelige Danske Videnskabernes Selskab och blev 1974 utländsk ledamot av svenska Kungliga Vetenskapsakademien.